# 張曼娟
張曼娟（1961年3月20日—）臺灣作家、東吳大學中國文學系教授。2011年9月起出任香港台北經濟文化辦事處新聞組組長（光華新聞文化中心主任），不到一年即閃辭。
張曼娟畢業於私立世界新聞專科學校五專部報業行政科，東吳大學中國文學系文學士、文學碩士、文學博士。曾獲《明道文藝》「第三屆全國學生文學獎」大專組小說首獎、中華民國教育部「文藝創作小說獎」第一名、「中華文學散文獎」第一名、第十一屆中興文藝獎小說獎。
世界新專畢業後在東吳大學中國文學系主修中國文學，畢業後留於東吳大學中國文學研究所直到攻取碩士及博士學位。初期在中國文化大學中國文學系文藝創作組任教，後來在東吳大學中國文學系教學長達二十年。1988年，出版第一本散文集《緣起不滅》。1996年8月應邀至香港中文大學任教。曾任職東吳大學中國文學系專任教授，教授古典詩詞、現代新詩、現代散文等課程為主。2013年7月從東吳大學辭職。也於2005年成立張曼娟小學堂並聘請專業師資(黃羿瓅、張維中)等，教受更多學生有關作文及古詩詞歌賦。

## 作品

### 主持
- 台視《風采巨星：台視劇場經典系列》[7]
- news98《幸福號列車》[8]

### 小說集
《海水正藍》（1985）

《鴛鴦紋身》（1994）

《笑拈梅花》（1995）

《我的男人是爬蟲類》（1996）

《火宅之貓》（1997）

《喜歡》

《彷彿》

《芬芳》

《張曼娟妖物誌》（2005）

《煙花渡口》

《時間的旅人》

《青春》

### 散文集
| 作品名稱                                       | 出版年份 |
| ---------------------------------------------- | -------- |
| 《緣起不滅》                                   |          |
| 《百年相思》                                   |          |
| 《人間煙火》                                   |          |
| 《風月書》                                     |          |
| 《夏天赤著腳走來》                             |          |
| 《青春》                                       |          |
| 《黃魚聽雷》                                   |          |
| 《不說話只作伴》                               |          |
| 《天一亮，就出發》                             |          |
| 《你是我生命的缺口》                           |          |
| 《噹！我們同在一起》                           |          |
| 《那些美好時光》                               |          |
| 《當我提筆寫下你：你就來到我面前》             |          |
| 《只是微小的快樂：便足以支撐這龐大荒涼的人生》 |          |
| 《愛一個人》                                   |          |
| 《我輩中人》                                   |          |
| 《以我之名 : 寫給獨一無二的自己》              |          |
| 《自成一派》                                   |          |
| 《甜蜜如漿烤番薯》                             |          |

《百年相思》、《人間煙火》、《風月書》、《夏天赤著腳走來》、《青春》、《黃魚聽雷》、《不說話只作伴》、《天一亮，就出發》、《你是我生命的缺口》、《噹！我們同在一起》、《那些美好時光》、《當我提筆寫下你：你就來到我面前》、《只是微小的快樂：便足以支撐這龐大荒涼的人生》、《我輩中人》、《愛一個人》、《以我之名 : 寫給獨一無二的自己》

### 都會隨筆
《愛情可遇更可求》、《溫柔雙城記》、《女人的幸福造句》、《幸福號列車》

### 張曼娟小說流
《柔軟的神殿》

### 歌詞作品
| 發表年份 | 歌手   | 歌曲                     | 專輯           | 備註                         |
| -------- | ------ | ------------------------ | -------------- | ---------------------------- |
| 1992     | 周治平 | 江南有雨嗎               | 歲月的歌       |                              |
| 1994     | 鳳飛飛 | 靜靜燃燒的夏夜           | 陪傷心人說往事 |                              |
| 2002     | 張清芳 | 蘭花小館，12點見         | 等待           |                              |
| 2002     | 張清芳 | 深邃與甜蜜               | 等待           | 入圍第14屆金曲獎最佳作詞人獎 |
| 2002     | 張清芳 | 真愛尺碼                 | 等待           |                              |
| 2002     | 張清芳 | 把自己敲醒               | 等待           |                              |
| 2002     | 張清芳 | 瓦上的舞蹈               | 等待           |                              |
| 2002     | 張清芳 | 景氣太差                 | 等待           |                              |
| 2002     | 張清芳 | 看花火                   | 等待           |                              |
| 2002     | 張清芳 | 呼喊快樂                 | 等待           |                              |
| 2002     | 張清芳 | 我帶你回家               | 等待           |                              |
| 2002     | 張清芳 | 你喜歡現在的我嗎？       | 等待           |                              |
| 2004     | 張清芳 | 飛往你的城               | 感情生活       |                              |
| 2004     | 張清芳 | 女人的明信片             | 感情生活       |                              |
| 2004     | 張清芳 | 你手中的清水燒           | 感情生活       |                              |
| 2004     | 張清芳 | 對話練習                 | 感情生活       |                              |
| 2004     | 張清芳 | 戀人的保存期限           | 感情生活       |                              |
| 2004     | 張清芳 | 絕情書（我決定不再愛你） | 感情生活       |                              |
| 2004     | 張清芳 | 一個人的遊蕩             | 感情生活       |                              |
| 2004     | 張清芳 | 秋日地鐵                 | 感情生活       |                              |
| 2004     | 張清芳 | 冰箱留言版               | 感情生活       |                              |
| 2004     | 張清芳 | 月光魚                   | 感情生活       |                              |

### 策劃

#### 張曼娟奇幻學堂
《我家有個風火輪》、《火裡來，水裡去》、《花開了》、《看我七十二變》

#### 張曼娟唐詩學堂
《邊邊》邊塞詩、《讓我們看雲去》王維、孟浩然、《詩無敵》李白、《麻煩小姐》杜甫

#### 張曼娟論語學堂
《孔鬍子先生說》、《夢行者》

#### 張曼娟成語學堂Ⅰ
《野蠻遊戲》、《尋獸記》、《我是光芒！》、《爺爺泡的茶》

#### 張曼娟成語學堂Ⅱ
《胖嘟嘟》、《星星壞掉了》、《山米和浪花的夏天》、《完美特務》

#### 張曼娟閱讀學堂
《張曼娟閱讀學堂：親愛的閱讀樹》、《張曼娟閱讀學堂：友好的閱讀樹》

## 外部連結
- 張曼娟與紫石作坊官方網站 （页面存档备份，存于）
- 東吳大學中國文學系 （页面存档备份，存于）
- 張曼娟文章《與老父母和解也許很困難，但 至少與心中的自己和解吧》 （页面存档备份，存于）
- 張曼娟文章《一個人想要「做自己」，就算傷害了別人也無所謂嗎？》 （页面存档备份，存于）
- 台灣作家作品目錄資料庫——張曼娟 （页面存档备份，存于）
- 書目資料 （页面存档备份，存于）
- 張曼娟小學堂官網 （页面存档备份，存于）